# Péter János (iskolaigazgató)
Péter János (Pered, 1853. május 20. – Budapest, 1933. február 3.) műfordító, tankönyvíró, felső kereskedelmi iskolai igazgató.

## Élete
Péter Jánosnak a fia, aki 52 évig volt Pered község kántor-tanítója. Édesanyja Szatschek Anna. A gimnáziumot Nagyszombatban, az egyetemet Budapesten végezte, ahol 1875-ben tanári oklevelet nyert a földrajzból és történelemből, 1882-ben pedig a magyar és német nyelvből és irodalomból. Tanított ezen kívül kereskedelmi ismeretet és levelezést; ismerte az orosz nyelvet és irodalmat; oklevele volt államszámviteltanból is. Tanári működését Rősernél kezdte 1873-ban; 1880-től a székes-fővárost szolgálta; majd a II. kerületi felső kereskedelmi iskolában volt igazgató. Felolvasásokat tartott a kereskedelmi ifjak egyesületében, a szabad líceumban, a munkás oktatási egyesületben; alelnöke volt a kereskedelmi szakiskolai tanárok országos egyesületének, tagja a Szent István Társulatnak sat. Elhunyt 1933. február 3-án éjjel 1 órakor, életének 80. évében, örök nyugalomra helyezték 1933. február 5-én a Farkasréti temetőben. Neje Viktor Terézia volt.
Művelte az irodalomnak szépirodalmi és földrajzi ágát; írt pedagógiai cikkeket a régi Pesti Naplóba, ismertetéseket a Kereskedelmi Szakoktatásba, fordított orosz elbeszéléseket a Magyar Szemlébe; írt a Katholikus Egyházi Közlönybe is; a Szent István Társulat is kiadta egy elbeszélését.

## Munkái
- Közgazdasági földrajz, különös tekintettel a kereskedelemre és közlekedésre. Kereskedelmi középiskolák számára. Bpest, 1889. (2. kiadás «Földrajz közgazdasági alapon» c. Uo. 1892., 3. jav. kiadás. Uo. 1894.)
- Hickmann A. L., Földrajzi és statisztikai egyetemes Zseb-Atlasza. Magyar szöveggel ellátta és a magyar viszonyokhoz alkalmazva átdolgozta. Pozsony-Bpest, (1897).